# 寺田浩晃
寺田 浩晃（てらだ ひろあき、1995年4月28日 - ）は、日本の漫画家。男性。静岡県磐田市出身、在住。大阪芸術大学キャラクター造形学科出身。2018年、『週刊少年サンデーS』（小学館）に掲載された「モノシリ」でデビュー。主にYouTubeで作品を発表している。2023年より『サンデーうぇぶり』（同）にて、『三途の川アウトレットパーク』を連載。

## 来歴

### デビューまで
子どものころから「絵を描くこと」を生きがいとし、教室でノートに絵を描いていた。家庭環境があまり良くなく、学校ではいじめを受け、居場所がないと感じていたが、「漫画とか本、小説、音楽、映画の世界」に逃げて過ごしていた。寺田はかつての自身のように、「社会でなかなか居場所が見つからない人、うまく生きていけない人に届けばいい」と考え、漫画を執筆している。
高校3年の時に「モノマネマン」という作品を執筆し、『週刊少年マガジン』（講談社）に投稿する。それにより編集部から「才能あるから書いてみない」という誘いの電話を受ける。大阪芸術大学へ進学。卒業制作となった漫画作品「0」、「秘蜜の花」は平成29年度大阪芸術大学グループ卒業制作選抜展において学長賞を受賞した。卒業後に上京。
2018年、『週刊少年サンデーS』（小学館）に掲載された「モノシリ」でデビューを果たす。その後、読み切りの短編を『サンデー』（同）に掲載。

### 難病の発症
2019年、『週刊少年サンデー』にて連載が決定するが、指定難病である好酸球性胃腸炎を発症。そこから1年ほど誰とも連絡を取らず、部屋に引きこもる生活を送る。「自分にしかない不幸とか理不尽」を「武器に変えられるのが僕は芸術だ」と考える寺田にとって、その間も「心の拠り所は、やはり漫画を書くこと」であった。難病の影響により座ることができないため、立ちながら漫画を執筆する。「そのため、締め切りがある週刊や月刊の雑誌に連載するのは、厳しい」状況であった。

### YouTubeで発表
寺田は悩んだが、「多くの人に共感してもらい、『生きた証として1冊の本に残したい』」と考え、「YouTubeから、短編漫画を発信していく」ことを決意。2021年、YouTubeにてチャンネル「スタジオGARAGE」を開設し、作品の発表を開始。ほぼすべての動画に、シンガーソングライターのRIOの楽曲が使用されている。YouTube動画で発表した「黒猫は泣かない。」が話題となる。同年6月、「サンデーうぇぶり」（同）に発表した「三途の川アウトレットパーク」が『世にも奇妙な物語 夏の特別編』の1作としてテレビドラマ化を果たす。同年11月にはテレビ東京の番組『生きるを伝える』で採り上げられた。
2022年5月、初の単行本『黒猫は泣かない。』をとおとうみ出版より刊行。2023年2月1日より「サンデーうぇぶり」にて、「三途の川アウトレットパーク」の連載を開始。初の単行本は主に静岡県で販売されていたが、「全国に届けたい」と活動を続け、2023年4月には双葉社から『黒猫は泣かない。』の新装版を刊行。

## 作品リスト

### 漫画作品
- モノシリ（『週刊少年サンデーS』2018年7月号） - デビュー作[6]。
- 0（『サンデーうぇぶり』2020年6月30日[15]） - 「サンデールーキー・王者決定戦2020」参加作品[16]
- 三途の川アウトレットパーク（『サンデーうぇぶり』[11]2020年6月30日[17]、2023年2月1日[7] - 2025年5月7日[18]） - 読み切りは「サンデールーキー・王者決定戦2020」参加作品[16]。短編が連載化[19]。
- ローントレイン（『サンデーうぇぶり』2020年6月30日[20]） - 「サンデールーキー・王者決定戦2020」参加作品[16]
- 黒猫は泣かない。（『黒猫は泣かない。』収録[21]）
- くろいりんごときいろいそら（『黒猫は泣かない。』収録[21]）
- エレクトピア（『黒猫は泣かない。』収録[21]）

### 書籍
- 『黒猫は泣かない。』とおとうみ出版、2022年5月13日発売[13]、ISBN 978-4-91075402-4
  - 『黒猫は泣かない。 新装版』双葉社〈webアクションコミックス〉、2023年4月19日発売[22]、ISBN 978-4-575-31791-6
- 『三途の川アウトレットパーク』小学館〈サンデーうぇぶりコミックス〉、2023年[19] - 2025年、全4巻
- 『残像に口紅を』原作：筒井康隆、KADOKAWA、2025年[23]

## 活動
2021年8月22日、自身のYouTubeチャンネル「スタジオGARAGE」にて、福岡県柳川市の柳川青年会議所の主催によるライブ講演を開催。「逆境に負けず夢を追いかける心の持ち方」について話している。